# Râul Iazul Morților
Râul Iazul Morților este un afluent al râului Bistrița, care este un afluent al Oltului.